# Calloriaceae
Calloriaceae is een familie van de Leotiomycetes, behorend tot de orde van Helotiales. Het typegeslacht is Calloria.
De meeste soorten in deze familie zijn saprofyten die leven in terrestrische en zeehabitats, sommige zijn endofyten in plantenwortels.

## Taxonomie
De familie Calloriaceae bestaat uit de volgende geslachten:
- Aivenia
- Calloria
- Chaetonaevia
- Cylindrocolla
- Diplonaevia
- Duebenia
- Eupropolella
- Hyalacrotes
- Iridinea
- Laetinaevia
- Lanceolata
- Loricella
- Micropodia
- Naeviella
- Naeviopsis
- Phaeonaevia
- Ploettnera